# Althea Gibson

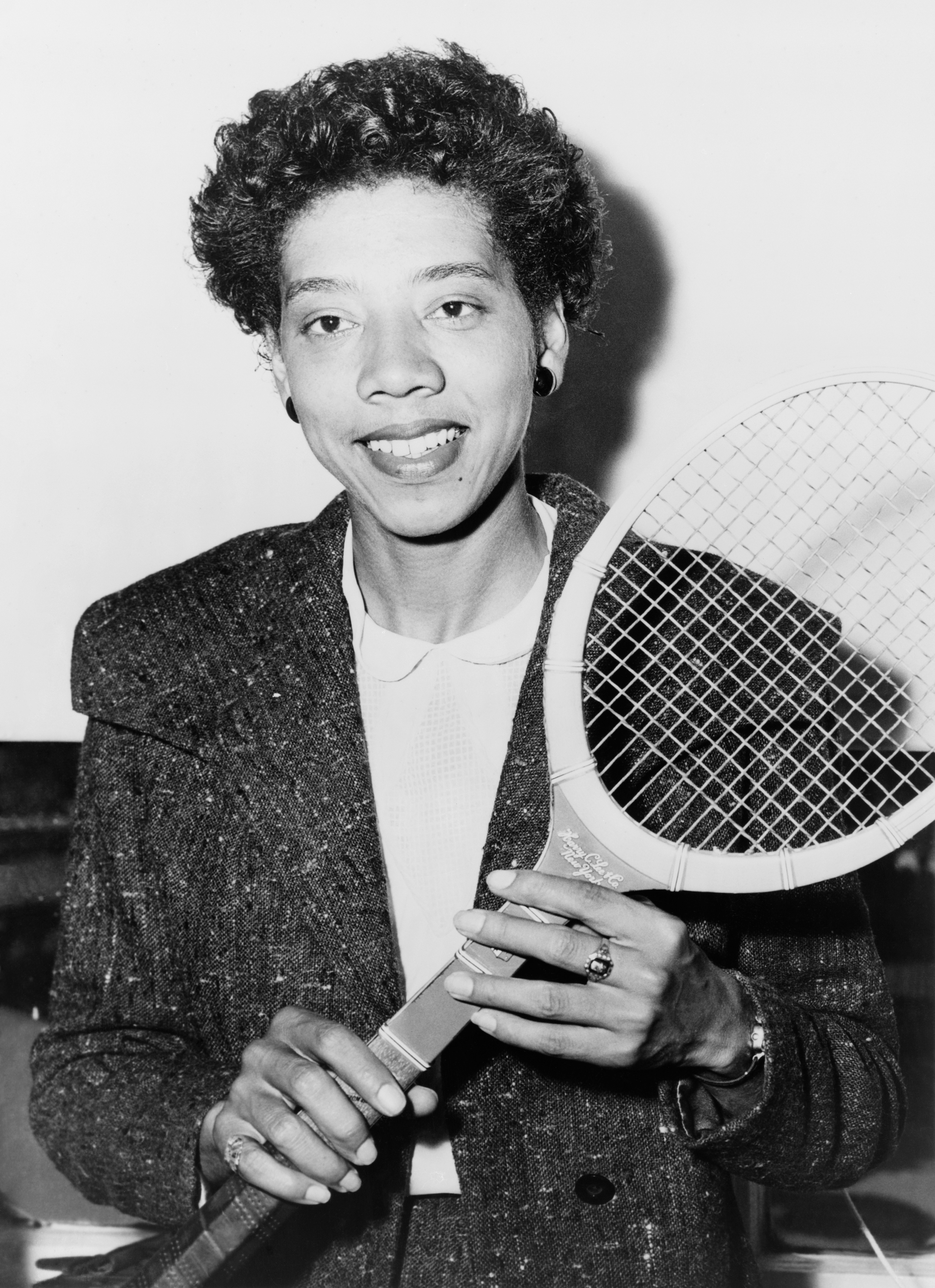
Althea Gibson

Althea Gibson, gift Darbon, född 25 augusti 1927 i Silver, South Carolina, död 28 september 2003 i East Orange, New Jersey, var en amerikansk tennisspelare och golfspelare. 
1956 blev hon den första afroamerikan som vann en Grand Slam-titel (Franska öppna mästerskapen). Året därpå vann hon både Wimbledon och US Nationals (föregångare till US Open), vann sedan båda igen 1958 och båda åren utsågs hon till årets kvinnliga idrottare av Associated Press. Sammantaget vann hon 11 Grand Slam-turneringar: fem singeltitlar, fem dubbeltitlar och en mixed dubbel. "Hon är en av de största spelarna som någonsin levt", sade Bob Ryland, tidigare tränare för Venus och Serena Williams. ”Martina (Navratilova) hade ingen chans mot henne. Jag tror att hon skulle slå systrarna Williams.”  
I en tid då rasism och fördomar var utbredda i sport och i samhället, jämfördes Gibson ofta med Jackie Robinson. ”Hennes väg till framgång var utmanande”, sa Billie Jean King, ”men jag såg henne aldrig tveka.” "Jag är hedrad över att följa i hennes fotspår", skrev Venus Williams. "Hennes prestationer satte scenen för min framgång, och genom spelare som mig och Serena och många andra kommer hennes arv att leva vidare."
Gibson upptogs 1971 i International Tennis Hall of Fame och 1980 i International Women's Sports Hall of Fame. I början av 1960-talet blev hon också den första svarta spelaren som tävlade i Women's Professional Golf Tour.

## Juniortiden
Althea Gibson växte upp i Harlem, New York under fattiga omständigheter och lärde sig tidigt boxas, spela basketboll och även "gatutennis" (paddle tennis). Hon köpte senare en begagnad tennisracket och började träna. Hennes tennislärare, Juan Serrell, insåg genast att Gibson hade begåvning för spelet, och anmälde henne 1942 som deltagare i "New York State Open", där hon vann flickklassen. Gibson utvecklade sitt spel mycket snabbt, och 1944 och 1945 vann hon "Black players tournament" vid Lincoln University, Pennsylvania, arrangerad av American Tennis Association (ATA). År 1945 deltog hon i ATA:s nationella damsingel-turnering, en turnering som hon kom att vinna 10 år i rad.

## Första Grand Slam-turneringen
Efter påtryckningar från ATA och genom personliga insatser av den tidigare elitspelaren Alice Marble, tilläts Althea Gibson 1950 att som den första färgade tennisspelaren delta i Amerikanska mästerskapen i Forest Hills. Hon vann dock inte någon Grand Slam-titel än på flera år, beroende på bristande teknik och en viss nervositet inför uppgifterna. Under 1950-talets första år tränade hon mycket hårt och utvecklade sina grundslag och taktik under ledning av tränaren Sydney Llewellyn. Hon företog också omfattande sponsrade tennisresor, bland annat till Sverige för att fullända sitt spel. Hon var därefter en komplett spelare, med en kraftfull serve, goda grundslag och en bestämd volley.

## Althea Gibsons stora segrar
Säsongen 1956 vann Gibson sin första singeltitel i en Grand Slam-turnering, då hon finalbesegrade engelskan Angela Mortimer i Franska mästerskapen i Paris. I Wimbledon 1957 vann hon damtiteln genom finalseger över amerikanskan Darlene Hard. Hon försvarade sin titel framgångsrikt året därpå då hon i finalen besegrade Angela Mortimer. Under den här perioden hyllades hon som en hjälte i sitt hemland USA, där hon också kunde kröna sin amatörkarriär med två titlar i Amerikanska mästerskapen.
Gibson vann 1956-58 sex dubbeltitlar (varav en i mixed dubbel) i GS-turneringar. Två titlar vann hon 1956 (Franska mästerskapen och Wimbledonmästerskapen) tillsammans med brittiskan Angela Buxton.
Gibson drog sig tillbaka från tennisen 1958, men fortsatte att verka som professionell tränare.

## Grand Slam-finaler, singel (7)

### Titlar (5)
| År   | Mästerskap                   | Finalmotståndare | Setsiffror    |
| 1956 | Franska mästerskapen         | Angela Mortimer  | 6-0, 12-10    |
| 1957 | Wimbledonmästerskapen        | Darlene Hard     | 6-3, 6-2      |
| 1957 | Amerikanska mästerskapen     | Louise Brough    | 6-3, 6-2      |
| 1958 | Wimbledon (2)                | Angela Mortimer  | 8-6, 6-2      |
| 1958 | Amerikanska mästerskapen (2) | Darlene Hard     | 3-6, 6-1, 6-2 |

### Finalförluster (2)
| År   | Mästerskap               | Finalmotståndare | Setsiffror |
| 1957 | Australiska mästerskapen | Shirley Fry      | 6-3, 6-4   |
| 1956 | Amerikanska mästerskapen | Shirley Fry      | 6-3, 6-4   |

## Övriga Grand Slam-titlar
- Australiska mästerskapen
  - Dubbel - 1957
- Franska mästerskapen
  - Dubbel - 1956
- Wimbledonmästerskapen
  - Dubbel - 1956, 1957, 1958
- Amerikanska mästerskapen
  - Mixed dubbel - 1957